# Il tempo dell'aurora
Il tempo dell'aurora è un romanzo di Liala, scritto nel 1944. Si tratta del seguito di Sotto le stelle.
Come le altre opere della popolare scrittrice, ha avuto numerose riedizioni.

## Trama
Le ballerine gemelle Ebe e Dianora approdano al teatro alla Scala di Milano, dove vivranno amori tempestosi.